# Universidad Ștefan cel Mare de Suceava
La Universidad Ștefan cel Mare de Suceava (en rumano: Universitatea "Ștefan cel Mare" din Suceava), también conocida como Universidad de Suceava, es una universidad pública en la ciudad rumana de Suceava, fundada en 1990. Recibe su nombre en honor al príncipe moldavo Esteban el Grande.

## Historia

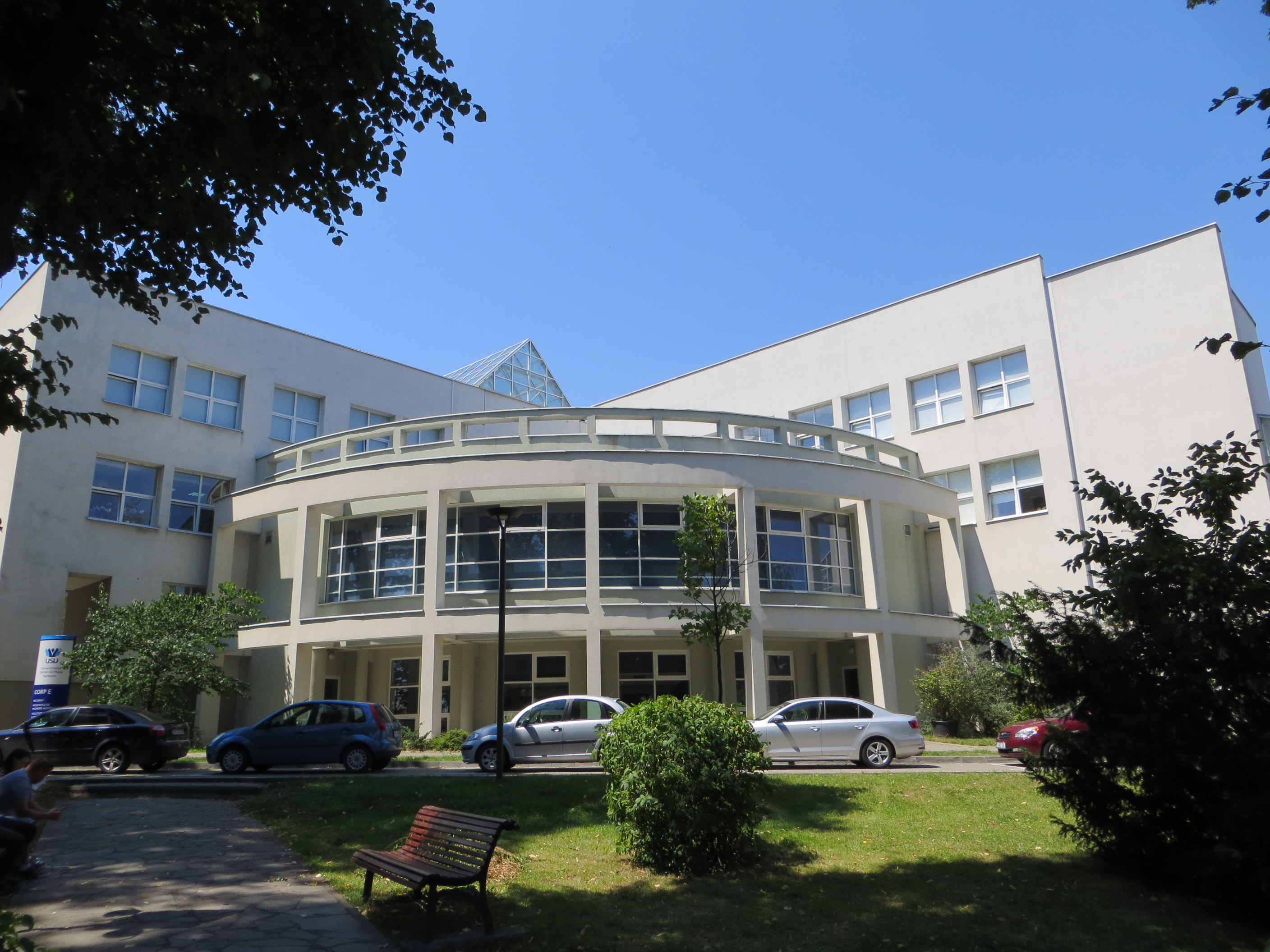
Universidad Ştefan cel Mare de Suceava (2017)

La primera escuela de educación superior de Suceava fue fundada en 1963 como Instituto de Pedagogía. La institución constaba de tres facultades: Letras, Matemática y Física, e Historia y Geografía. En 1984, fue transformado en Instituto de Ingeniería Técnica, subordinado a la Universidad Técnica de Iași.
En 1990, tras recibir oficialmente el título de universidad por el gobierno rumano, la institución empezó a definirse mediante la consolidación académica, la diversificación didáctica y científica, así como por su mayor reconocimiento nacional e internacional. En septiembre de 2008, la universidad fue reconocida con un Índice de Confianza Elevado por parte de la agencia ejecutiva ARACIS (Agencia rumana de aseguramiento de la calidad en la educación superior). En 2009, la universidad fue clasificada en cuarto lugar en una lista creada por Kienbaum Management Consultants en colaboración con la revista rumana Capital en base a la imagen de las universidades entre los empleadores.

### Evolución
- 1963–1975: Primera institución de educación superior de Suceava, el Instituto de Pedagogía.
- 1976–1984: Instituto Conjunto de Educación Superior, Pedagógica y Técnica.
- 1984–1989: Instituto de Ingeniería Técnica (parte del Instituto Politécnico Gheorghe Asachi de Iași)
  - 1985: Se introducen estudios de ingeniería eléctrica (seis años de duración en modalidad nocturna exclusivamente).
  - 1986: Se introducen estudios de automatización y computación (seis años de duración en modalidad nocturna).
- 1990–: Universidad "Ștefan cel Mare" de Suceava.
  - 1990: Se introducen por primera vez estudios en modalidad diurna de cinco años de duración para ambas especializaciones. Se establecen las especializaciones de automatización y electromecánica, conducentes al título de ingeniero en modalidad diurna de cinco años de duración y nocturna de seis años. Se crea la Cátedra de Electrotecnia, antecesora de la Facultad de Ingeniería Eléctrica.
  - 1991: Se crea la Facultad de Ingeniería Eléctrica, así como la Cátedra de Automatización y Computación, y recibe el título de ingeniero a la primera promoción de egresados en ingeniería eléctrica.[3]

## Facultades

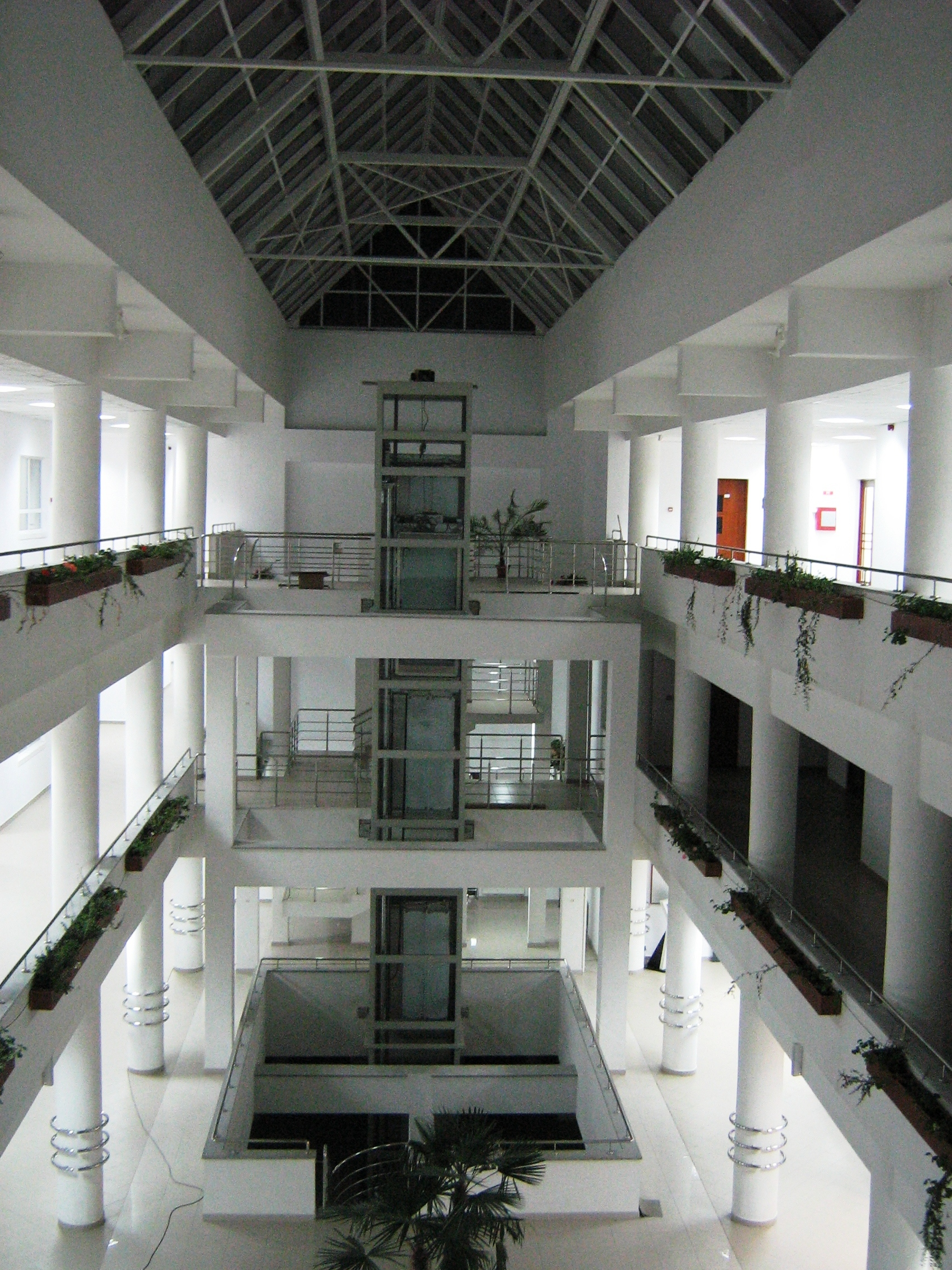
Universidad Ştefan cel Mare de Suceava - edificio E (interior)

Hoy en día, la universidad consta de once facultades:
- Facultad de Economía y Administración Pública
- Facultad de Ciencias de la Educación
- Facultad de Ingeniería Eléctrica en Informática
- Facultad de Ingeniería Alimentaria
- Facultad de Silvicultura
- Facultad de Historia y Geografía
- Facultad de Derecho y Ciencias Administrativas
- Facultad de Letras y Ciencias de Comunicación
- Facultad de Ingeniería Mecánica, Mecatrónica y Gestión
- Facultad de Educación Física y Deporte
- Facultad de Medicina y Ciencias Biológicas

## Relaciones internacionales
En 2018-19, la USV reportaba acuerdos internacionales con universidades en Argelia, Armenia, Azerbaiyán, Bulgaria, Camerún, China, Côte d'Ivoire, Croacia, República Checa, Ecuador, Francia, Alemania, Georgia, Hungría, Grecia, Jordania, Indonesia, Israel, Italia, Japón, Kazajistán, Kirguistán, Marruecos, Moldova, Polonia, Portugal, Rusia, Senegal, Eslovaquia, Corea del Sur, España, Suecia, Suiza, Togo, Turquía, Ucrania, y Reino Unido. Está también asociada a la EUROSCI Network.